# Beat the Devil's Tattoo
Albums de Black Rebel Motorcycle Club
The Effects of 333
(2008) Specter at the Feast
(2013)
Beat the Devil’s Tattoo est le sixième album du groupe américain de rock alternatif Black Rebel Motorcycle Club, publié le 5 mars 2010.
Dans le film Jamais contente d'Émilie Deleuze, Aurore chante Beat the Devil’s Tattoo avec son groupe de rock.

## Liste des chansons
Toutes les chansons sont écrites et composées par Black Rebel Motorcycle Club.
| No  | Titre                   | Durée |
| --- | ----------------------- | ----- |
| 1.  | Beat the Devil's Tattoo | 3:47  |
| 2.  | Conscience Killer       | 3:47  |
| 3.  | Bad Blood               | 5:11  |
| 4.  | War Machine             | 3:59  |
| 5.  | Sweet Feeling           | 3:27  |
| 6.  | Evol                    | 5:53  |
| 7.  | Mama Taught Me Better   | 4:46  |
| 8.  | River Styx              | 3:55  |
| 9.  | The Toll                | 3:38  |
| 10. | Aya                     | 5:39  |
| 11. | Shadow's Keeper         | 6:12  |
| 12. | Long Way Down           | 4:34  |
| 13. | Half-state              | 10:20 |
| 14. | 1:51 (bonus)            | 5:33  |
| 15. | Martyr (bonus)          | 5:12  |
| 16. | Annabel Lee (iTunes)    | 4:10  |